# Église de l'Immaculée-Conception de Kairouan
L'église de l'Immaculée-Conception de Kairouan, située dans la ville de Kairouan en Tunisie, est une église catholique construite à l'époque du protectorat français. Confisquée par le gouvernement tunisien en 1959, elle est détruite dans les années 1970.

## Création de la paroisse
La paroisse de Kairouan est créée en 1883, peu de temps après l'instauration du protectorat. La ville est alors occupée par des troupes militaires françaises et ce sont des aumôniers qui célèbrent les offices pour les fidèles, soldats pour la plupart. Le retour au calme explique qu'il n'y ait plus aucun prêtre titulaire entre 1887 et 1891.
C'est à cette date que l'abbé Talis est nommé. Il s'installe dans le quartier des Jlass près des remparts, dans la maison d'un révolté qui s'est exilé. Un lieu de culte est mis en place dans un bâtiment voisin servant jadis de grange et d'écurie malgré les scorpions qui y pullulent. Sept prêtres succèdent à l'abbé Talis jusqu'à l'arrivée de l'abbé Charles Viguier en 1910. La population chrétienne de la ville ne se monte alors qu'à 720 personnes auxquelles s'ajoutent les habitants des annexes de Pichon et Sidi Saad, soit 350 personnes. La construction d'une église est alors décidée.

## Vie de l'église pendant le protectorat
La première pierre du nouvel édifice est posée le 19 janvier 1913 en présence du curé de Sousse, Monseigneur Auguste-Fernand Leynaud, au terme d'une procession religieuse qui traverse toute la ville depuis la gare jusqu'au futur chantier où on scelle une pierre antique provenant des catacombes de Sousse.
L'érection de l'édifice avance rapidement. Neuf mois plus tard, la nouvelle église placée sous la protection de l'Immaculée Conception est bénie le 19 octobre 1913 par l'archevêque de Carthage, Monseigneur Clément Combes.
L'abbé Viguier meurt en 1919 de la grippe espagnole alors qu'il soigne des tirailleurs sénégalais qui en sont atteints dans le camp militaire de Kairouan. Il est inhumé dans l'église en face de l'autel érigé en l'honneur de Jeanne d'Arc.
La paroisse couvre bientôt une large région allant de Sbeïtla à Sidi Saad en passant par Pichon, Pavillier, Saadia, El Alem, Oueslatia et Djebel Trozza. Des chapelles sont construites dans ces villages éloignés. Bien que la population chrétienne n'ait jamais été très nombreuse à Kairouan, des Sœurs blanches viennent rejoindre l'abbé. Après s'être occupées d'apporter un secours aux femmes tunisiennes enceintes en créant une antenne locale de la Goutte de lait, elles ouvrent une école primaire à destination des jeunes filles tunisiennes.
Le 18 juin 1946, le corps de l'abbé Malcor, ancien prêtre de Sidi Bouzid, est inhumé dans la partie droite du chœur de l'église.
Petit à petit, les relations se tendent avec la communauté tunisienne de cette ville sainte. Bien qu'une procession pour la Fête-Dieu ait parcouru le quartier européen sans aucun incident dans les années 1930, on décide d'y renoncer dans les années 1940 à la demande des autorités musulmanes tunisiennes. Celles-ci réclament également la destruction du calvaire érigé dans le jardin du presbytère à proximité du caïdat. Le 29 mars 1954, l'abbé Costa est assassiné dans sa sacristie.
|      | Baptêmes | Mariages | Sépultures |
| ---- | -------- | -------- | ---------- |
| 1900 | 15       | 1        | 14         |
| 1910 | 26       | 2        | 10         |
| 1920 | 12       | 2        | 17         |
| 1930 | 38       | 7        | 11         |
| 1940 | 24       | 4        | 12         |
| 1950 | 14       | 3        | 4          |
| 1960 | 1        | 1        | 3          |
| 1970 | 3        | 0        | 0          |

## Bâtiment après l'indépendance
Le départ des fonctionnaires français après la proclamation de l'autonomie interne en 1955 et l'indépendance du pays en 1956 vident la ville de sa présence chrétienne.
Le 28 août 1959, le gouverneur de Kairouan, Amor Chachia, expulse les prêtres de l'église. Le presbytère et tous les autres locaux appartenant à l'archevêché sont également confisqués, ainsi que l'école primaire tenue par les Sœurs blanches. Le personnel religieux n'a d'autre choix que de prendre des chambres à l'hôtel malgré les promesses de relogement qui ne seront jamais tenues. Le gouverneur de Tunis Ahmed Zaouche apporte son plein soutien à la démarche de son collègue. Dès le 29 août, des ouvriers se présentent pour commencer les travaux dans l'église où on veut recevoir le président Habib Bourguiba quelques jours plus tard. Le 31 août, l'archevêque de Carthage, Monseigneur Maurice Perrin, écrit au chef d'État pour lui faire part de son amertume après cette expulsion. Dans sa réponse datée du 19 septembre, ce dernier se contente de lui faire part de sa sympathie.
L'église est alors transformée en bibliothèque avant d'être détruite une dizaine d'années plus tard et remplacée par une recette des finances.

## Ecclésiastiques responsables de la paroisse
- Abbé de Villeperdrix (1883-?) ;
- Abbé Talis (1891-1895) ;
- Abbé Charles Viguier (1910-1919) ;
- Abbé Coppier (1919-1924) ;
- Abbé Minard (1924-1932) ;
- Abbé Criscuolo (1932-?) ;
- Abbé Jean Bidaut (1949-?) ;
- Abbé Costa (?-1954) ;
- Abbé Augros (1954-1959).